# Proton200k

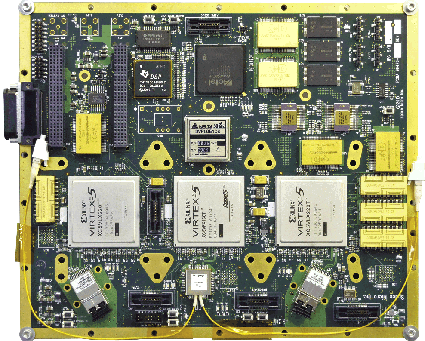
Proton300k

A Proton200k egy nagy sebességű űrminősített sugárzástűrő egykártyás számítógép, amely a Texas Instruments 320C 6415/6713 típusú digitális jelprocesszorán alapul. A számítógépet a Space Micro Inc gyártja, amely űralkalmazások számára tervez és gyárt sugárzásvédett elektronikai eszközöket.
A Proton200k típust eredetileg a SBIR (Kisvállalati Innovációs Kutatás) amerikai kormányprogram keretében, annak I és II fázisa alatt fejlesztették ki.
A Proton200k 900 MFLOPS lebegőpontos vagy 4000 MIPS fixpontos feldolgozási sebességet mutat 5 watt fogyasztás mellett.
A gép sugárzás ellen védett, teljes ionizációs dózisa meghaladja a 100 (Si) krad mértékű sugárzást,
és 1-nél kevesebb egyszeri hibaeseményt (bithibát) produkál (Single Event Upset, SEU) 1000 nap alatt. A Space Micro Inc a Proton200k hárommagos verzióját is elkészítette és forgalmazza.
2006-ban a Proton200k űrszámítógépet választották az Air Force Research Laboratory (AFRL) Autonomous Nanosatellite Guardian for Evaluating Local Space (ANGELS) műholdprogramjában való alkalmazásra.
A Proton200k számára kifejlesztett technológiák vezettek a Space Micro Proton400k jelű, PowerPC-alapú egykártyás számítógépének kifejlesztéséhez.

## Fordítás
Ez a szócikk részben vagy egészben  a   Proton200k című angol Wikipédia-szócikk ezen változatának fordításán alapul.  Az eredeti cikk szerkesztőit annak laptörténete sorolja fel. Ez a jelzés csupán a megfogalmazás eredetét és a szerzői jogokat jelzi, nem szolgál a cikkben szereplő információk forrásmegjelöléseként.